# エリザベス・ローリー (初代ラングフォード女子爵)
初代ラングフォード女子爵エリザベス・オームズビー・ローリー（英語: Elizabeth Ormsby Rowley, 1st Viscountess Langford、1713年 – 1791年12月18日）は、アイルランド王国の貴族。

## 生涯
クロットワーシー・アップトン（Clotworthy Upton）とジェーン・オームズビー（Jane Ormsby、ジョン・オームズビーの娘）の娘として、1713年に生まれた。
1732年8月31日、ハーキュリーズ・ラングフォード・ローリー（Hercules Langford Rowley、1714年頃 – 1794年3月25日、ハーキュリーズ・ローリーの息子。1743年から1794年までアイルランド庶民院議員を務めた）と結婚した。
- ハーキュリーズ（1737年 – 1796年） - 第2代ラングフォード子爵
- クロットワーシー（Clotworthy） - 1775年1月29日、エリザベス・クロスビー（Elizabeth Crosbie、ウィリアム・クロスビーの娘）と結婚、子供あり[2]
- アーサー[2]
- ジェーン（1818年6月25日没） - 1754年7月4日、トマス・テイラー（後の初代ベクティーヴ伯爵）と結婚、子供あり[3]
- キャサリン（1748年 – 1816年3月12日） - 1768年6月25日、第2代ロングフォード男爵エドワード・マイケル・パケナムと結婚、子供あり[4]

1766年2月19日、アイルランド貴族であるミーズ県におけるサマーヒル女男爵とアントリム県におけるラングフォード・ロッジのラングフォード女子爵に叙された。
1791年12月18日にミーズ県サマーヒルで死去、同地で埋葬された。息子ハーキュリーズが爵位を継承した。